# Salzburg Bulls 2019
Questa voce raccoglie le informazioni riguardanti i Salzburg Bulls nelle competizioni ufficiali della stagione 2019.

## Prima squadra

### Roster
| Roster dei Salzburg Bulls (2019) |
| --- |
| Quarterback - 1 Alen Jovic Running Back - 3 Manuel Jovic RB/TE - 17 Matthias Schuller - 28 Michael Baier - 42 Michael Poschacher FB - 89 Dominik Matthey RB/WR Wide Receiver - 10 Lucas Gollmer - 11 Benjamin Ast - 17 Fabian Keitel - 45 Andreas Burgstaller WR/K/QB - 80 Yasin Gülbas Offensive Linemen - 61 Josef Rieder - 67 Manuel Seitlinger - 69 Rene Pöllmann - 70 Patrick Suchanek - 71 Zoltan Bányai Mogyi - 73 Andreas Schmid Defensive Linemen - 6 Benedikt Sperl DL/K - 56 Manuel Marinkovic - 76 Daniel Obernosterer DL/OL - 90 Patrick Ivusic DE/LB - 96 Martin Reisinger - 98 Hannes Möderl - 99 Sebastian Lämmerhofer Linebacker - 7 Benjamin Nezmah - 21 Christoph Wagner - Daniel Prühs - 59 Markus Schwarzl Defensive Back - 5 Tobias Krenn - 13 Fabian Haberle - 14 Joel Wimmer - 25 Daniel Ammann - 30 David Magoc - 32 Kevin Pichler - 38 Gernot Schmidt - 48 Stephan Schwab DB/LB Special Team Coaching staff Johannes Geser (HC/DC) · Markus Hinterseer (OC) · Christian Rung (OL) · Markus Spindler (DL) · Lukas Schur (DL) · Georg Weigl (RB) · Kaleb Leach (DB) · Alexander Narobe (ST) |

### AFL - Division I 2019

#### Stagione regolare
| Salisburgo 7 aprile 2019, ore 15:00 | Salzburg Bulls | 69 – 28 (20-0 21-21 0-7 28-0) referto | Tirol Raiders JV | Bulls Field (400 spett.) |

| 20 aprile 2019, ore 18:00 | Telfs Patriots | 28 – 7 (7-0 21-0 0-0 0-7) referto | Salzburg Bulls | (400 spett.) |

| Salisburgo 11 maggio 2019, ore 15:00 | Salzburg Bulls | 28 – 0 (12-0 2-0 7-0 7-0) referto | Carinthian Lions | Bulls Field |

| Salisburgo 19 maggio 2019, ore 15:00 | Salzburg Bulls | 20 – 14 (0-0 7-7 6-7 7-0) referto | Telfs Patriots | Bulls Field (400 spett.) |

| Imst 2 giugno 2019, ore 15:00 | Tirol Raiders JV | 41 – 35 (7-0 14-7 12-7 8-21) referto | Salzburg Bulls | Velly Arena |

| Klagenfurt am Wörthersee 8 giugno 2019, ore 16:00 | Carinthian Lions | 7 – 25 (7-6 0-0 0-7 0-12) referto | Salzburg Bulls | Sportplatz Annabichl |

| Hohenems 16 giugno 2019, ore 15:00 | Cineplexx Blue Devils | 39 – 19 (7-13 14-0 11-6 7-0) referto | Salzburg Bulls | Stadion Herrenried |

| Salisburgo 30 giugno 2019, ore 15:00 | Salzburg Bulls | 7 – 16 (7-9 0-0 0-0 0-7) referto | Cineplexx Blue Devils | Bulls Field |

### Statistiche di squadra
| Competizione | %Vittorie | In casa | In casa | In casa | In casa | In casa | In casa | In trasferta | In trasferta | In trasferta | In trasferta | In trasferta | In trasferta | Totale | Totale | Totale | Totale | Totale | Totale |
| Competizione | %Vittorie | G       | V       | N       | P       | Pf      | Ps      | G            | V            | N            | P            | Pf           | Ps           | G      | V      | N      | P      | Pf     | Ps     |
| ------------ | --------- | ------- | ------- | ------- | ------- | ------- | ------- | ------------ | ------------ | ------------ | ------------ | ------------ | ------------ | ------ | ------ | ------ | ------ | ------ | ------ |
| Campionato   | .500      | 4       | 3       | 0       | 1       | 124     | 58      | 4            | 1            | 0            | 3            | 86           | 115          | 8      | 4      | 0      | 4      | 210    | 173    |
| Totale       | .500      | 4       | 3       | 0       | 1       | 124     | 58      | 4            | 1            | 0            | 3            | 86           | 115          | 8      | 4      | 0      | 4      | 210    | 173    |

## Seconda squadra

### Roster
| Roster dei Salzburg Bulls 2 (2019) |
| --- |
| Quarterback - 4 David Arming - 5 Tobias Krenn QB/WR - 16 Erek Kayenberg QB/DB Running Back - Alexander Huber - 17 Matthias Schuller - 28 Michael Baier - 37 Daniel Lienbacher FB - 40 Sebastian Nemeth FB Wide Receiver - 17 Fabian Keitel - 18 Philipp Striedl - 35 Huzair Baloch - 80 Yasin Gülbas - 81 Fabian Ludwig - 84 Markus Reischl - 85 Christoph Mayrhofer - 87 Sebastian Schimanek Tight End - 88 Sanel Brdak Offensive Linemen - 60 Thomas Schmögl - 66 Markus Salzmann - 68 Petar Pajic - 69 Patrick Hagner - 71 Zoltan Bányai Mogyi - 77 Meinrad Bechauf - 78 Thomas Mittendorfer - 79 Lukas Schur OL/DL - Christoph Freundethaler Defensive Linemen - 47 Christian Gschwendtner - 86 Florian Lindmair DE - 97 Stefan Loibetsberger - 98 Hannes Möderl - 99 Jan Gähle - Thomas Benner Linebacker - 23 Clemens Finger - 33 Lukas Stanggassinger - 49 Wolfram Marius LB/DL - 50 Julian Sollereder - 51 Philipp Luger LB/DE - 56 Manuel Marinkovic - 58 Alexander Soriat - 59 Markus Schwarzl - 95 Michael Perez Defensive Back - 2 Maximilian Oberndorfer - 14 Joel Wimmer - 15 Aaron Lechner DB/QB - 22 Thomas Wurm - 24 Thomas Kreiseder - 25 Daniel Ammann - 29 Marcel Kornhuber - 39 Carlos Pacheco - 41 Jonas Leitner Special Team , * 9 Luca Schulze nella squadra d'allenamento Coaching staff Wolfram Marius (HC) · Benjamin Ast (OC) · Lukas Schur (DL) · Lukas Schur (DL) |

### AFL - Division IV 2019

#### Stagione regolare
| 23 marzo 2019, ore 15:00 | Huskies Wels | 14 – 8 (7-0 7-0 0-0 0-8) referto | Salzburg Bulls 2 |  |

| Salisburgo 14 aprile 2019, ore 15:00 | Salzburg Bulls 2 | 8 – 33 (0-0 2-18 0-0 6-15) referto | Traun Steelsharks 2 | Bulls Field |

| Salisburgo 28 aprile 2019, ore 15:00 | Salzburg Bulls 2 | 34 – 12 (0-0 7-6 14-0 13-6) referto | BSK Ravens | Bulls Field |

| Ried im Innkreis 25 maggio 2019, ore 14:00 | Gladiators Ried | 12 – 0 (6-0 0-0 0-0 6-0) referto | Salzburg Bulls 2 | Coloseum Noricum |

| Traun 15 giugno 2019, ore 14:00 | Traun Steelsharks 2 | 27 – 20 (0-6 7-6 14-8 6-0) referto | Salzburg Bulls 2 | Trauner Stadion |

| Salisburgo 7 luglio 2019, ore 15:00 | Salzburg Bulls 2 | 33 – 28 (13-0 13-14 7-7 0-7) referto | Huskies Wels | Bulls Field |

### Statistiche di squadra
| Competizione | %Vittorie | In casa | In casa | In casa | In casa | In casa | In casa | In trasferta | In trasferta | In trasferta | In trasferta | In trasferta | In trasferta | Totale | Totale | Totale | Totale | Totale | Totale |
| Competizione | %Vittorie | G       | V       | N       | P       | Pf      | Ps      | G            | V            | N            | P            | Pf           | Ps           | G      | V      | N      | P      | Pf     | Ps     |
| ------------ | --------- | ------- | ------- | ------- | ------- | ------- | ------- | ------------ | ------------ | ------------ | ------------ | ------------ | ------------ | ------ | ------ | ------ | ------ | ------ | ------ |
| Campionato   | .333      | 3       | 2       | 0       | 1       | 75      | 73      | 3            | 0            | 0            | 3            | 28           | 53           | 6      | 2      | 0      | 4      | 103    | 126    |
| Totale       | .333      | 3       | 2       | 0       | 1       | 75      | 73      | 3            | 0            | 0            | 3            | 28           | 53           | 6      | 2      | 0      | 4      | 103    | 126    |